# Électroporation
L'électroporation, appelée aussi électroperméabilisation, est une technique microbiologique qui consiste à appliquer  un champ électrique sur les membranes cellulaires qui sont ainsi déstabilisées, ce qui augmente la perméabilité membranaire.
Cette technique est avant tout une méthode d'introduction d'ADN dans des cellules. L'application d'impulsions de champ électrique permet à l'ADN présent dans l'espace extracellulaire d'entrer dans les cellules en migrant vers le pôle positif de la charge, étant lui-même chargé négativement.
Mais on peut aussi y introduire par le même chemin des médicaments, dans le cadre d'une chimiothérapie localisée à la zone à traiter. Technique testée actuellement sur des animaux.
On réalise des électroporations sur des cellules en suspension avant de les mettre en culture in vitro. On peut aussi réaliser des électroporations in vivo dans des embryons de poulet ou de souris, ce qui permet d'étudier les effets de l'expression d'un gène ou de son inhibition (via un siRNA) sur le développement embryonnaire.
Plus globalement, l'électroporation est le phénomène de formation des pores ou de perméabilisation de la membrane cellulaire lorsque celle-ci est soumise à un champ électrique. Celui-ci peut se produire par exemple lors de l'utilisation du chauffage ohmique en agroalimentaire. Selon l'intensité du champ électrique, ses effets peuvent être irréversibles et mener à la destruction cellulaire, ce qui apporte un intérêt en pasteurisation ou stérilisation, ou dans la découpe des frites. Cependant, l'électroporation peut également être réversible et peut améliorer l'activité fermentaire des microorganismes (levures et bactéries) dans certaines conditions.

## Pratique en laboratoire
L'électroporation est réalisée à l'aide d'électroporateurs, des appareils spécialement conçus qui créent un champ électrostatique dans une solution cellulaire. La suspension cellulaire est pipetée dans une cuvette en verre ou en plastique qui comporte deux électrodes en aluminium sur ses côtés. Pour l'électroporation bactérienne, on utilise généralement une suspension d'environ 50 microlitres. Avant l'électroporation, cette suspension de bactéries est mélangée au plasmide à transformer. Le mélange est pipeté dans la cuvette, la tension et la capacité sont réglées, et la cuvette est insérée dans l'électroporateur. Le processus nécessite un contact direct entre les électrodes et la suspension. Immédiatement après l'électroporation, un millilitre de milieu liquide est ajouté aux bactéries (dans la cuvette ou dans un tube Eppendorf), et le tube est incubé à la température optimale des bactéries pendant une heure ou plus pour permettre la récupération des cellules et l'expression du plasmide, suivi de la culture bactérienne sur des boîtes d'agar.
Le succès de l'électroporation dépend grandement de la pureté de la solution de plasmide, en particulier de sa teneur en sel. Des solutions à haute concentration de sel peuvent provoquer une décharge électrique (appelée arc électrique), ce qui réduit souvent la viabilité des bactéries. Pour une investigation plus détaillée du processus, il convient de prêter davantage d'attention à l'impédance de sortie de l'appareil d'électroporation et à l'impédance d'entrée de la suspension cellulaire (par exemple, la teneur en sel).
Étant donné que la membrane cellulaire n'est pas capable de conduire le courant (sauf dans les canaux ioniques), elle agit comme un condensateur électrique. Soumettre les membranes à un champ électrique à haute tension entraîne leur rupture temporaire, ce qui crée des pores suffisamment grands pour permettre aux macromolécules (comme l'ADN) d'entrer ou de sortir de la cellule.
De plus, l'électroporation peut être utilisée pour augmenter la perméabilité des cellules lors des injections et chirurgies in utero. En particulier, l'électroporation permet une transfection plus efficace de l'ADN, de l'ARN, du shARN et de tous les acides nucléiques dans les cellules de souris et de rats. Le succès de l'électroporation in vivo dépend grandement de la tension, de la répétition des impulsions et de la durée. Les systèmes nerveux centraux en développement sont particulièrement efficaces pour l'électroporation in vivo en raison de la visibilité des ventricules permettant les injections d'acides nucléiques, ainsi que de la perméabilité accrue des cellules en division. L'électroporation des embryons injectés in utero est réalisée à travers la paroi de l'utérus, souvent avec des électrodes de type pince pour limiter les dommages à l'embryon.

## Applications médicales
La première application médicale de l'électroporation a été utilisée pour introduire des médicaments anticancéreux peu perméables dans les nodules tumoraux. Par la suite, la transfert génétique par électroporation est devenu d'un intérêt particulier en raison de son faible coût, de sa facilité de réalisation et de sa sécurité. En effet, les vecteurs viraux peuvent présenter des limitations sérieuses en termes d'immunogénicité et de pathogénicité lorsqu'ils sont utilisés pour le transfert d'ADN,
On a découvert chez les porcs qu'une tension plus élevée d'électroporation permettait de détruire de manière irréversible les cellules cibles dans une plage étroite tout en laissant les cellules voisines intactes, ce qui représente un nouveau traitement prometteur pour le cancer, les maladies cardiaques et d'autres états pathologiques nécessitant l'élimination de tissus L'électroporation irréversible (IRE) s'est révélée efficace dans le traitement du cancer chez l'homme, et les chirurgiens de l'université Johns Hopkins et d'autres établissements utilisent maintenant cette technologie pour traiter le cancer du pancréas auparavant considéré comme inopérable,.
Le premier essai clinique de phase I de transfert génétique par électroporation chez des patients atteints de mélanome métastatique a également été rapporté. La délivrance par électroporation d'un plasmide codant pour l'interleukine-12 (pIL-12) a été réalisée et la sécurité, la tolérabilité et l'effet thérapeutique ont été surveillés. L'étude a conclu que le transfert génétique par électroporation avec pIL-12 est sûr et bien toléré. De plus, une réponse partielle ou complète a été observée également dans des métastases distantes non traitées, suggérant un effet de traitement systémique. Sur la base de ces résultats, ils envisagent déjà de passer à une étude clinique de phase II. Plusieurs études cliniques de transfert génétique par électroporation sont actuellement, où la sécurité, la tolérabilité et l'efficacité de l'immunisation avec un vaccin à ADN, administré par les impulsions électriques, sont surveillées,,.

### N-TIRE
Une technique récente appelée électroporation irréversible non thermique (N-TIRE) s'est révélée efficace dans le traitement de nombreux types de tumeurs et d'autres tissus indésirables. Cette procédure est réalisée à l'aide de petites électrodes (d'environ 1 mm de diamètre), placées soit à l'intérieur, soit autour du tissu cible pour appliquer de courtes salves répétitives d'électricité à une tension et une fréquence prédéterminées. Ces salves d'électricité augmentent le potentiel transmembranaire de repos (TMP), de sorte que des nanopores se forment dans la membrane plasmique. Lorsque l'électricité appliquée au tissu est supérieure au seuil du champ électrique du tissu cible, les cellules deviennent durablement perméables grâce à la formation de nanopores. Par conséquent, les cellules ne peuvent pas réparer les dommages et meurent en raison d'une perte d'homéostasie. La N-TIRE se distingue des autres techniques d'ablation tumorale en ce qu'elle ne provoque pas de lésions thermiques dans les tissus environnants.

### Électroporation réversible
En revanche, l'électroporation réversible se produit lorsque l'électricité appliquée avec les électrodes est inférieure au seuil du champ électrique du tissu cible. Parce que l'électricité appliquée est inférieure au seuil des cellules, elle permet aux cellules de réparer leur bicouche phospholipidique et de poursuivre leurs fonctions cellulaires normales. L'électroporation réversible est généralement utilisée dans les traitements impliquant l'administration d'un médicament ou d'un gène (ou d'une autre molécule normalement imperméable à la membrane cellulaire) dans la cellule. Tous les tissus n'ont pas le même seuil du champ électrique ; par conséquent, des calculs précis doivent être effectués avant un traitement pour garantir la sécurité et l'efficacité.
Un avantage majeur de l'utilisation de la N-TIRE est que, lorsqu'elle est réalisée correctement selon des calculs précis, elle n'affecte que le tissu cible. Les protéines, la matrice extracellulaire et les structures critiques telles que les vaisseaux sanguins et les nerfs ne sont pas touchés et restent sains grâce à ce traitement. Cela permet une récupération plus rapide et facilite le remplacement plus rapide des cellules tumorales mortes par des cellules saines.
Avant de procéder à l'intervention, les scientifiques doivent calculer précisément ce qui doit être fait et traiter chaque patient au cas par cas. Pour ce faire, des technologies d'imagerie telles que les scanners CT et les IRM sont couramment utilisées pour créer une image en 3D de la tumeur. À partir de ces informations, ils peuvent estimer le volume de la tumeur et décider de la meilleure stratégie d'action, y compris le site d'insertion des électrodes, l'angle d'insertion, la tension nécessaire, etc., à l'aide de logiciels. Souvent, une machine CT est utilisée pour faciliter le positionnement des électrodes pendant l'intervention, notamment lors du traitement de tumeurs cérébrales.
L'intégralité de la procédure est très rapide, prenant généralement environ cinq minutes. Le taux de réussite de ces procédures est élevé et est très prometteur pour les futurs traitements chez l'homme. Un inconvénient de l'utilisation de la N-TIRE est que l'électricité délivrée par les électrodes peut stimuler les cellules musculaires à se contracter, ce qui pourrait avoir des conséquences létales en fonction de la situation. Par conséquent, un agent paralysant doit être utilisé lors de la procédure. Les agents paralysants utilisés dans ces recherches ont donné des résultats positifs; cependant, il existe toujours un certain risque, bien que faible, lors de l'utilisation d'anesthésiques.

### H-FIRE
Une technique plus récente a été développée, appelée électroporation irréversible à haute fréquence (H-FIRE). Cette technique utilise des électrodes pour appliquer des salves bipolaires d'électricité à une fréquence élevée, par opposition aux salves unipolaires d'électricité à basse fréquence. Ce type de procédure a le même succès d'ablation tumorale que la N-TIRE. Cependant, il présente un avantage distinct : la H-FIRE ne provoque pas de contraction musculaire chez le patient et il n'est donc pas nécessaire d'utiliser un agent paralysant. De plus, il a été démontré que la H-FIRE produit des ablations plus prévisibles en raison de la moindre différence dans les propriétés électriques des tissus à des fréquences plus élevées.

### Administration de médicaments et de gènes
L'électroporation peut également être utilisée pour faciliter l'administration de médicaments ou de gènes dans la cellule en appliquant de brèves impulsions électriques intenses qui rendent la membrane cellulaire temporairement perméable, permettant ainsi le transport de molécules qui ne seraient normalement pas transportées à travers une membrane cellulaire. Cette procédure est appelée électrochimiothérapie lorsque les molécules à transporter sont des agents chimiothérapeutiques, ou électrotransfert de gènes lorsque la molécule à transporter est de l'ADN. Des scientifiques du Karolinska Institutet et de l'Université d'Oxford utilisent l'électroporation des exosomes pour administrer spécifiquement des siARN, des oligonucléotides antisens, des agents chimiothérapeutiques et des protéines aux neurones après les avoir injectés systémiquement (dans le sang). Étant donné que ces exosomes sont capables de traverser la barrière hémato-encéphalique, ce protocole pourrait résoudre le problème de la mauvaise administration des médicaments au système nerveux central et potentiellement traiter la maladie d'Alzheimer, la maladie de Parkinson et le cancer du cerveau, entre autres affections.
La transformation bactérienne est généralement la manière la plus simple de produire de grandes quantités d'une protéine spécifique nécessaire à des fins de biotechnologie ou en médecine. Comme le transfert de gènes par électroporation est une technique très simple, rapide et hautement efficace, elle est devenue très pratique en remplacement des autres procédures de transformation.
Des recherches récentes ont montré que les ondes de choc pourraient être utilisées pour prétraiter la membrane cellulaire avant l'électroporation. Cette stratégie synergique permet de réduire les exigences en tension externe et de créer des pores plus grands. L'application d'ondes de choc permet également de cibler le site membranaire souhaité. Cette procédure permet de contrôler la taille du pore,.